# اولگا بلووآ (ژیمناست)
اولگا بلووآ (ژیمناست) (به انگلیسی: Olga Belova (gymnast)) ژیمناست زادهٔ ۲۲ ژانویهٔ ۱۹۸۳ میلادی اهل کشور روسیه است.